# Kloster San Isidoro del Campo
Das Kloster San Isidoro del Campo in Santiponce (dem antiken Italica) ist eine ehemalige Zisterzienserabtei in der Provinz Sevilla in Andalusien in Spanien.

## Geschichte
Das Kloster wurde um das Jahr 1301 (die Angaben schwanken zwischen 1298 und 1302) von Alonso Pérez de Guzmán, der als Guzmán der Gute bekannt ist, und seiner Ehefrau María Alfonso Coronel auf dem Gelände einer mozarabischen Einsiedelei gestiftet, in der nach der Überlieferung Isidor von Sevilla ursprünglich begraben worden war. Neben der Kirche des Klosters ließ Guzmans Sohn eine zweite Kirche errichten. Das von Kloster San Pedro de Gumiel besiedelte Kloster gehörte der Filiation der Primarabtei Morimond an und galt als das südlichste Zisterzienserkloster im abendländischen Europa. 1431 wurden die Zisterzienser durch Hieronymiten-Eremiten abgelöst, diese 1568 durch Hieronymitenmönche. In der Klosteraufhebung unter der Regierung von Juan Álvarez Mendizábal wurde das Kloster im Jahr 1836 aufgelöst. Die Anlage blieb jedoch erhalten. Das Kloster wurde 2002 restauriert.

## Bauten und Anlage

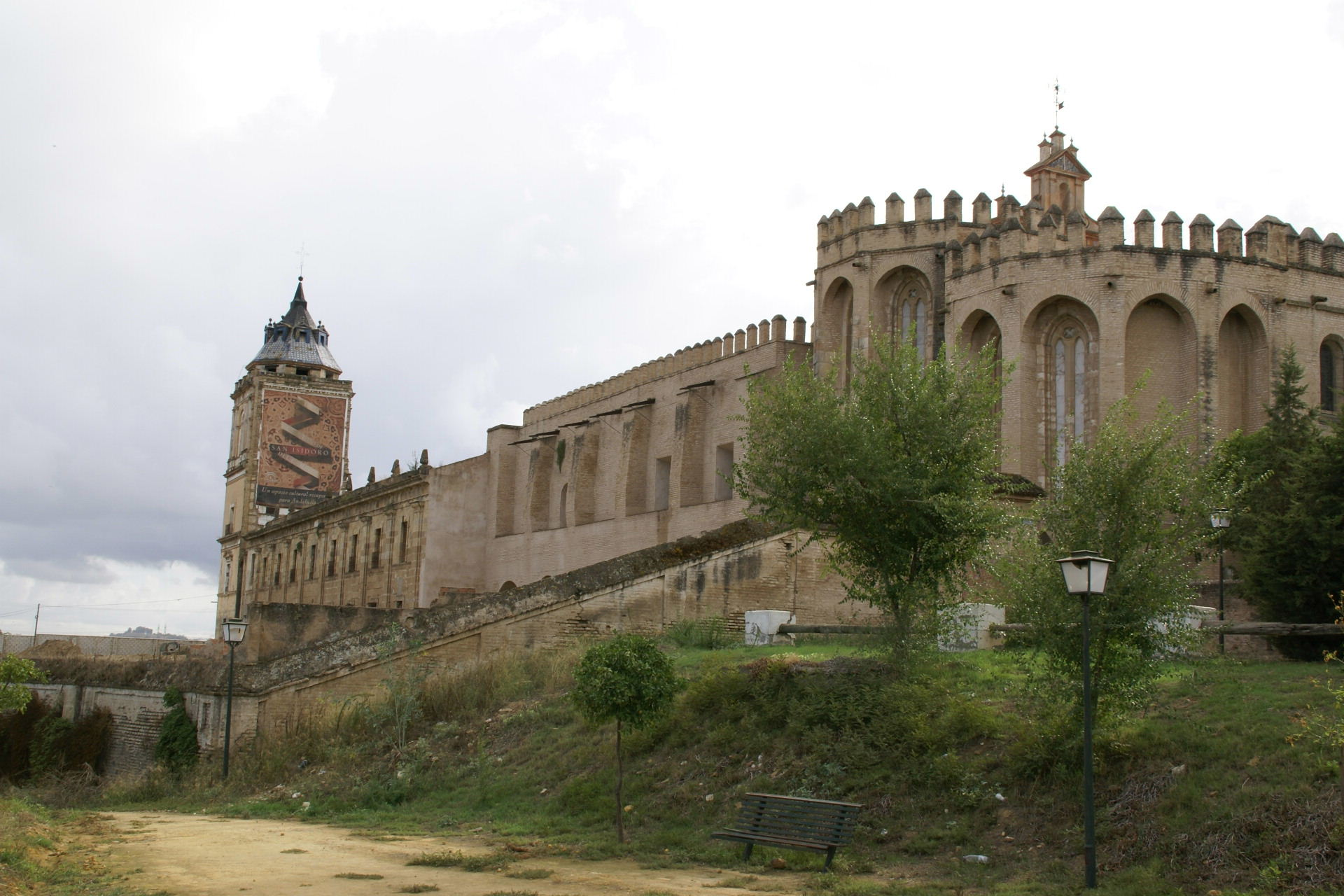
Gesamtansicht des Klosters

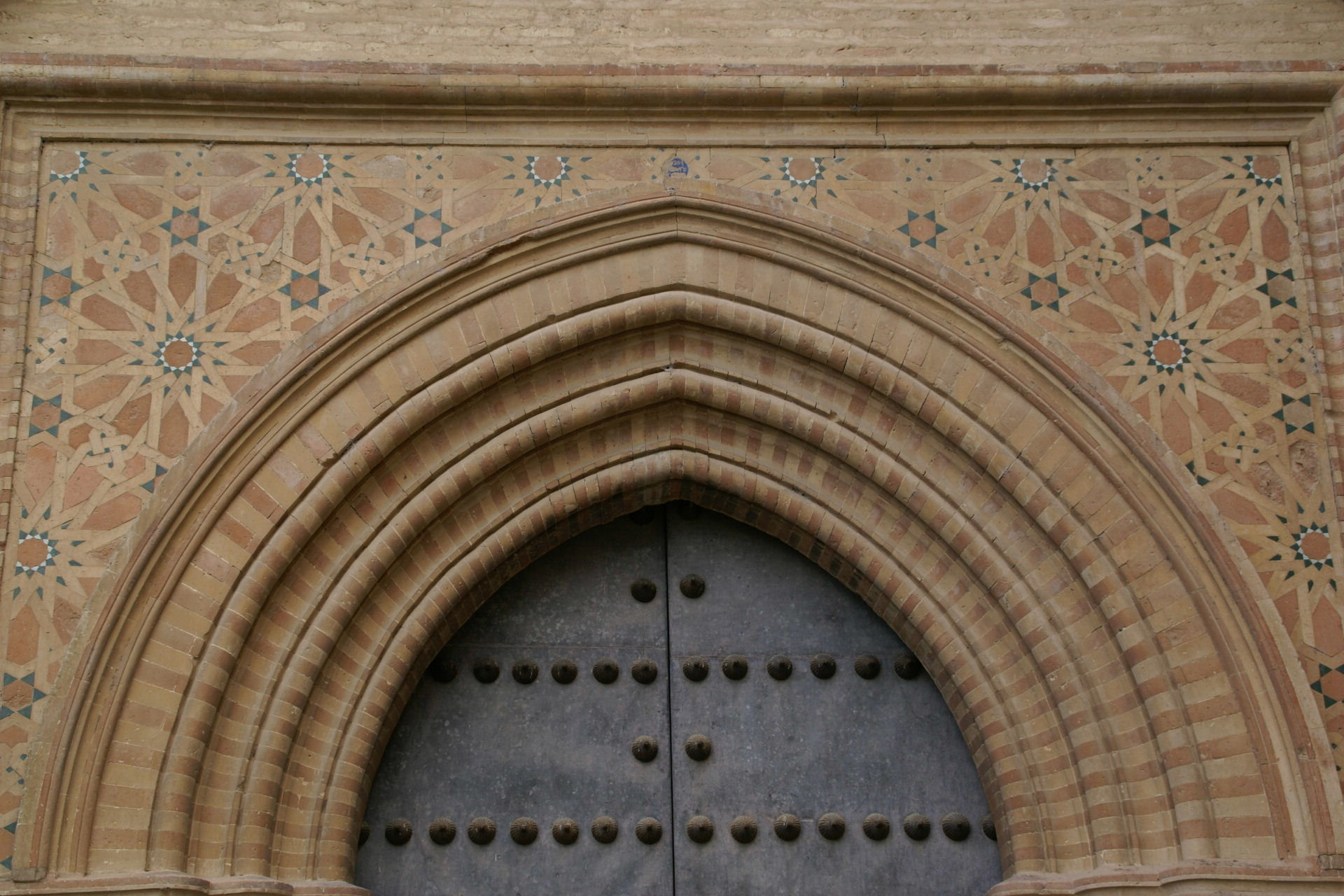
Detail des Eingangs

Die gotische, im 16. Jahrhundert umgebaute Kirche verfügt über zwei Schiffe, von denen das zweite später angefügt wurde (“las iglesias gemelas”), das ältere ein Schnitzretabel von Juan Martínez Montañés und die knienden Stifterfiguren desselben Künstlers und das jüngere das Gründergrab und das Grab der Urraca Osorio birgt. Das befestigte Kloster besitzt zwei Kreuzgänge im Mudéjarstil, davon einem (“Claustro de los Evangelistas”) mit im 20. Jahrhundert stark restaurierten Fresken aus dem 15. Jahrhundert. Der andere Kreuzgang (“Claustro de los Muertes”) ist gotisch und besitzt eine doppelte Galerie. Die Sakristei stammt aus dem 17. Jahrhundert und nimmt die Stelle des Kapitelsaals und des Dormitoriums ein. Der Kapitelsaal wurde im 17. Jahrhundert errichtet. Das Refektorium im Westen der Klausur stammt noch aus dem 14. Jahrhundert und wurde zur Zeit der Hieronymiten reich dekoriert, u. a. mit einem Gemälde des Letzten Abendmahls.